# Noboru Mizushima
Noboru Mizushima (jap. 水島 昇, Mizushima Noboru; * 1966) ist ein japanischer Zellbiologe. Er ist bekannt für seine Arbeiten zur Autophagie.

## Leben
Mizushima wuchs in Tokio auf. Sein Vater war Arzt und Wissenschaftler, sein Großvater Mizushima San’ichirō war Atomphysiker. Dieser wurde für den Nobelpreis für Chemie 1962 nominiert.
Mizushima schloss 1991 sein Studium der Medizin an der Medizinischen und Zahnmedizinischen Universität Tokio (Tōkyō Ika Shika Daigaku) ab. Bis 1993 arbeitete er als Assistenzarzt in der Abteilung für Innere Medizin der dortigen Universitätsklinik. Dann wechselte er in die Forschung und erwarb 1996 einen Ph.D. mit einer Arbeit über molekulare Immunologie. Anschließend ging er als Postdoktorand zu Yoshinori Ohsumi an das National Institute for Basic Biology in Okazaki, wo er zur Autophagie bei Backhefe arbeitete. 2004 ging Mizushima als Leiter eines eigenen Forschungslabors an das Tokyo Metropolitan Institute of Medical Science. 2006 erhielt er eine Professur für Physiologie und Zellbiologie an der Medizinischen und Zahnmedizinischen Universität Tokio. Aktuell (Stand 2013) ist er Professor für Biochemie und Molekularbiologie an der Universität Tokio.

## Wirken
Mizushima entdeckte das Atg12-Konjugationssystem, mit dem erstmals die Beteiligung einer Gruppe von Atg-Proteinen bei der Autophagie in der Backhefe gezeigt wurde. Später führte er extensive Studien der physiologischen Rolle der Autophagie durch, wobei er sich genetischer Methoden und der Mäuse als Modellorganismus bediente (Knockout-Maus).
Mizushima hat mehr als 150 wissenschaftliche Publikationen veröffentlicht. Eine seiner Arbeiten wurde über 2000-mal wissenschaftlich zitiert. Sein h-Index beträgt 110 (Stand Mai 2018).
Seit 2013 zählt ihn Thomson Reuters aufgrund der Zahl seiner Zitationen zu den Favoriten auf einen Nobelpreis (Thomson Reuters Citation Laureates).

## Auszeichnungen (Auswahl)
- 2001 Nachwuchsforscher-Preis der Japanischen Biochemischen Gesellschaft
- 2005 Mitsubishi-Chemiepreis der Molekularbiologischen Gesellschaft Japans
- 2006 Auszeichnung für Wissenschaft und Technik des Ministeriums für Bildung, Kultur, Sport, Wissenschaft und Technologie
- 2006 Auswärtiges Mitglied der American Society for Clinical Investigation (ASCI)[5]
- 2007 FEBS Letters Young Scientist Award
- 2008 Preis der Japanischen Gesellschaft zur Förderung der Wissenschaft (Nihon Gakujutsu Shinkōkai)
- 2008 Tsukahara Award der Brain Science Foundation
- 2009 Inoue-Preis für Wissenschaft der Inoue Foundation for Science
- 2010 Kakiuchi Saburo Memorial Award der Japanischen Biochemischen Gesellschaft
- 2011 Takeda-Medizinpreis